# Sœurs de la Vierge Marie du Mont Carmel
Les Sœurs de la Vierge Marie du Mont Carmel (en latin : Congregatio Sororum a Virgine Maria de Monte Carmelo) forment une congrégation religieuse féminine enseignante et hospitalière de droit pontifical.

## Histoire
En 1884, Piedad de la Cruz Ortíz Real (1842-1916) fonde près de Murcie une communauté de sœurs du Tiers-ordre carmélitain dédiée à l'éducation des filles pauvres et au soin des malades. Mais le retard de l'évêque de Carthagène à les reconnaître comme institut religieux de droit diocésain est cause d'incertitude chez les sœurs, et d'insécurité quant à l'avenir. 
Une d'entre elles, Maria Elisea Oliver Molina (1869-1931), se décide à rentrer chez ses parents et passe par Caudete, où elle rencontre un carme qui l'encourage à continuer la fondation d'une nouvelle congrégation du Carmel. Toutes les sœurs adhérent à ce projet sauf Piedad de la Cruz et une autre sœur qui se retirent pour donner naissance aux salésiennes du Sacré-Cœur de Jésus.
Le 6 mars 1891, huit sœurs prennent l'habit de tertiaires carmélites dans le couvent des carmes de Caudete. Après une année de noviciat, sept novices font leur profession religieuse le 13 mars 1892 dans la même église. La congrégation est érigée canoniquement le 20 octobre 1893 par Juan Maura y Gelabert, évêque d'Orihuela-Alicante. Au départ, les sœurs s'occupent des malades et des personnes âgées à l'hôpital de Caudete, puis se consacrent à l'enseignement dans une petite école. En 1899, sœur Maria Elisea est nommée supérieure intérimaire par l'évêque et la maison-mère est déplacée à Orihuela. Lors du premier chapitre général en 1904, Mère Oliver Molina est élue supérieure générale.
L'institut est agrégé aux Grands Carmes le 28 juin 1906 ; il reçoit le décret de louange le 15 février 1942 et l'approbation définitive du Saint-Siège le 4 avril 1950.

## Activités et diffusion
Les sœurs carmélites se consacrent à l'enseignement, aux soins des malades à l'hôpital et à domicile, et aux œuvres caritatives en faveur des pauvres.
Elles sont présentes en:
- Europe : Italie, Espagne, Portugal.
- Amérique : Brésil, Haïti, Pérou, Porto Rico, République dominicaine.
- Afrique : Burundi, Rwanda.
- Asie : Indonésie, Timor oriental

La maison-mère est à Madrid.
En 2017, la congrégation comptait 438 sœurs dans 66 maisons.